# Saint-Pierre-la-Roche
Saint-Pierre-la-Roche ist eine französische Gemeinde mit 63 Einwohnern (Stand: 1. Januar 2022) im Département Ardèche der Region Auvergne-Rhône-Alpes. Die Gemeinde gehört zum Arrondissement Privas und zum Kanton Le Pouzin. Die Einwohner werden Rochains genannt.

## Geografie
Saint-Pierre-la-Roche liegt westlich der Rhône, etwa 14 Kilometer nordwestlich von Montélimar. Das Gemeindegebiet wird im Südwesten vom Flüsschen Lavézon durchquert. Umgeben wird Saint-Pierre-la-Roche von den Nachbargemeinden Rochessauve im Norden, Saint-Bauzile im Nordosten, Saint-Martin-sur-Lavezon im Osten und Süden sowie Berzème im Westen.

## Bevölkerungsentwicklung
| Jahr                       | 1962 | 1968 | 1975 | 1982 | 1990 | 1999 | 2006 | 2019 |
| -------------------------- | ---- | ---- | ---- | ---- | ---- | ---- | ---- | ---- |
| Einwohner                  | 104  | 76   | 60   | 51   | 54   | 46   | 51   | 63   |
| Quellen: Cassini und INSEE |      |      |      |      |      |      |      |      |

## Sehenswürdigkeiten

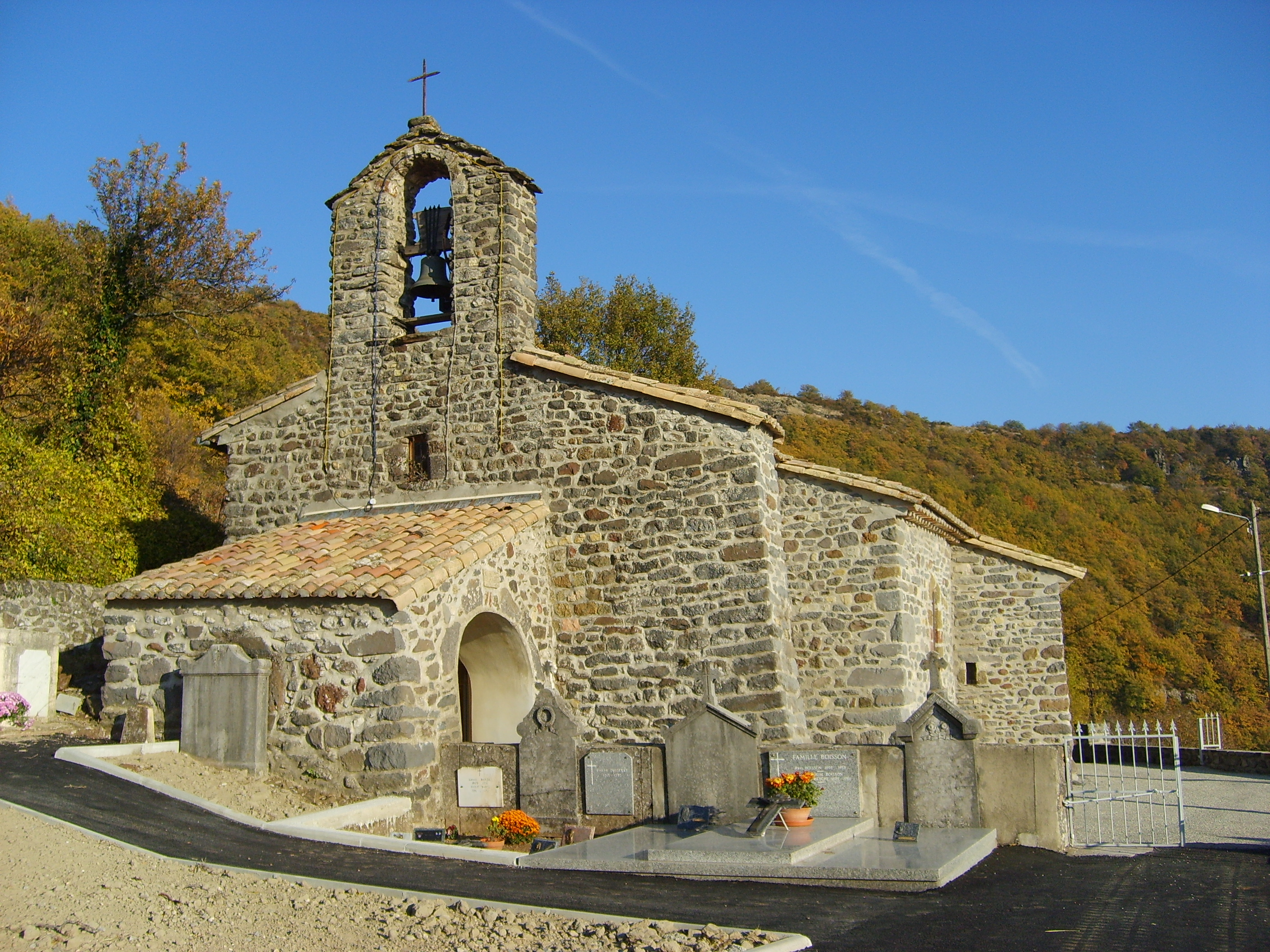
Kirche Saint-Pierre

- Kirche Saint-Pierre